# Venucia
Venucia — подразделение компаний Dongfeng и Nissan, основанное в сентябре 2010 года. С февраля 2017 по конец 2020 года Venucia была выделена в отдельную дочернюю компанию Dongfeng Motor Co., Ltd., специализирующуюся на продаже и производстве автомобилей под названием Dongfeng Venucia Motor Company. С декабря 2020 года Venucia вновь входит в состав Dongfeng Nissan.

## История
Марка Venucia была запущена в сентябре 2010 года компаниями Dongfeng и Nissan в целях продажи автомобилей, разработанных в Китае специально для внутреннего рынка.
В ноябре 2011 года компания Dongfeng Nissan объявила, что первым автомобилем, который будет продаваться под маркой Venucia, станет седан малого класса D50, и что он поступит в продажу в первой половине 2012 года.
В 2012 году на автосалоне в Гуанчжоу также был представлен электромобиль Venucia e30. Концепт-кар Venucia E-Concept был представлен в 2012 году на Пекинском автосалоне на базе агрегатов Nissan Leaf. Пилотный проект планировалось запустить в 15 городах Китая по продвижению Venucia e30 совместно с местными органами власти. К декабрю 2013 года было поставлено в общей сложности 216 единиц техники под названиями Venucia Morning Wind. В апреле 2014 года было объявлено, что розничные продажи Venucia e30 должны начаться в сентябре 2014 года.
Второй серийной моделью стал пятидверный субкомпактный хетчбэк R50, запущенный в производство в сентябре 2012 года. Он был разработан в Китае и ориентирован на начинающих покупателей.
Концепт-кар Venucia Viwa был представлен на Шанхайском автосалоне в апреле 2013 года, где был представлен новый серийный автомобиль, основанный на платформе Nissan March. R30 начал выпускаться в 2014 году. За 2012—2014 год было продано в общей сложности 200 000 автомобилей Venucia.
В январе 2015 года начался выпуск кроссовера T70 на базе Nissan Qashqai.
В феврале 2017 года Venucia была выделена в отдельную дочернюю компанию Dongfeng Motor Co., Ltd. В том же году компания представила новый компактный седан, D60, который стал первым автомобилем, использующим новый стиль дизайна для марки Venucia. С 2018 года компания выпускает гибридные автомобили.
В конце 2019 года компания Dongfeng Venucia объявила о выпуске небольшого кроссовера Star, продажи которого начались в 2020 году. Star стал первой моделью с фирменным стилем Galaxy-V. Также это первый автомобиль на базе архитектуры Venucia (VSA), позволяющей Dongfeng Venucia повысить локализацию для платформ, а также облегчить установку компонентов от различных компаний альянса Renault–Nissan–Mitsubishi.
В декабре 2020 года Dongfeng Motor Co., Ltd. объявила о реорганизации компании, в рамках которой она снова объединит Venucia с Dongfeng Nissan.

## Модельный ряд

### Выпускаемые модели
- Venucia e30 — электромобиль на базе Nissan Leaf (2015—2018) и Renault City K-ZE (2019 — настоящее время)
- D60 — четырёхдверный компактный седан (2017 — настоящее время)
- M50V — минивэн (2017 — настоящее время)
- Star — компактный кроссовер (2020 — настоящее время)
- V-Online — компактный кроссовер (2021 — настоящее время)
- T60 — субкомпактный пятидверный кроссовер CUV (2019 — настоящее время)
- T70 — пятидверный компактный кроссовер (2015 — настоящее время)
- T90 — трёхрядный среднеразмерный фастбэк-кроссовер (2016 — настоящее время)
- VX6 — пятидверный компактный электромобиль-SUV (2023 — настоящее время)

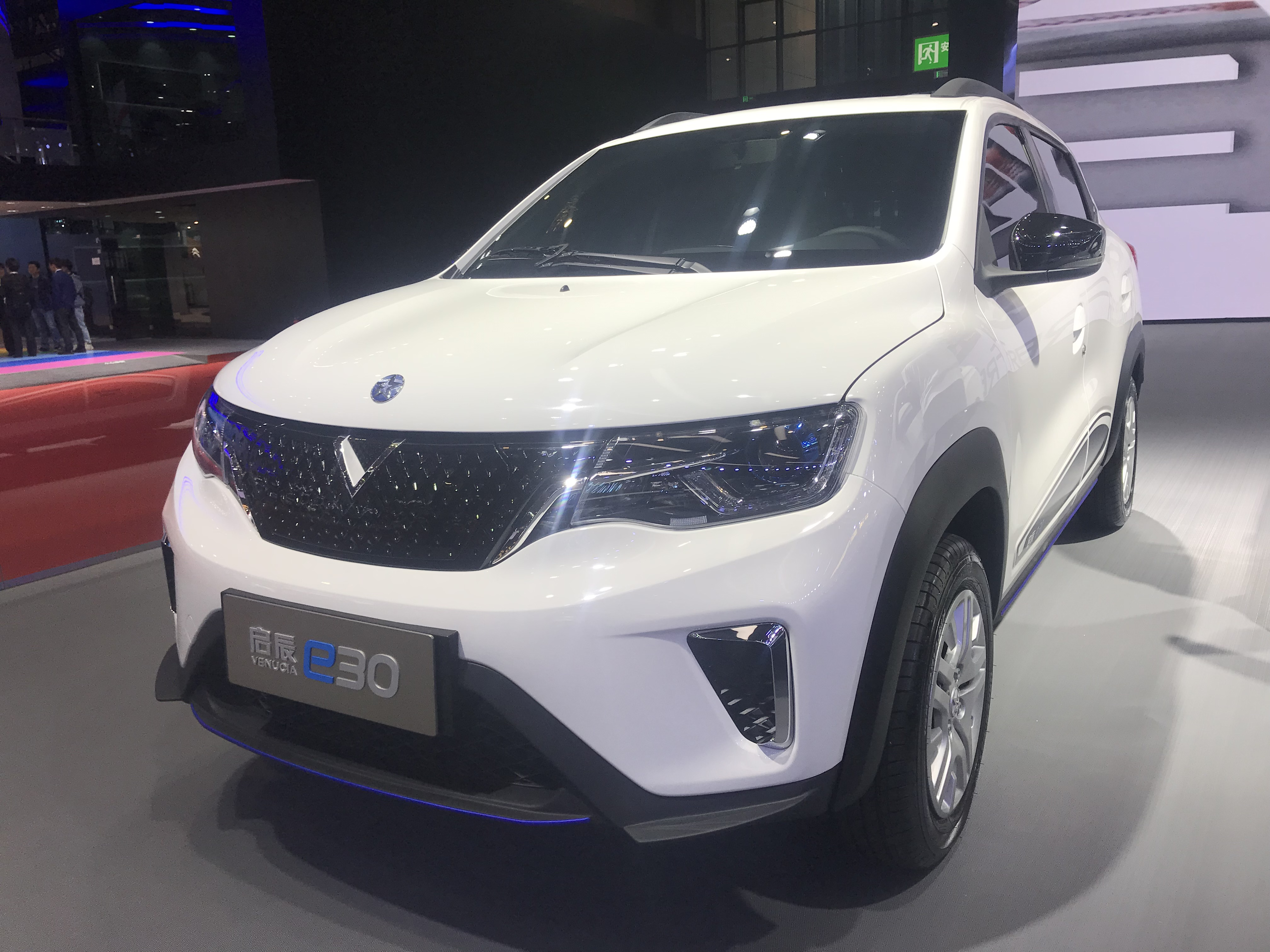
Venucia e30 EV
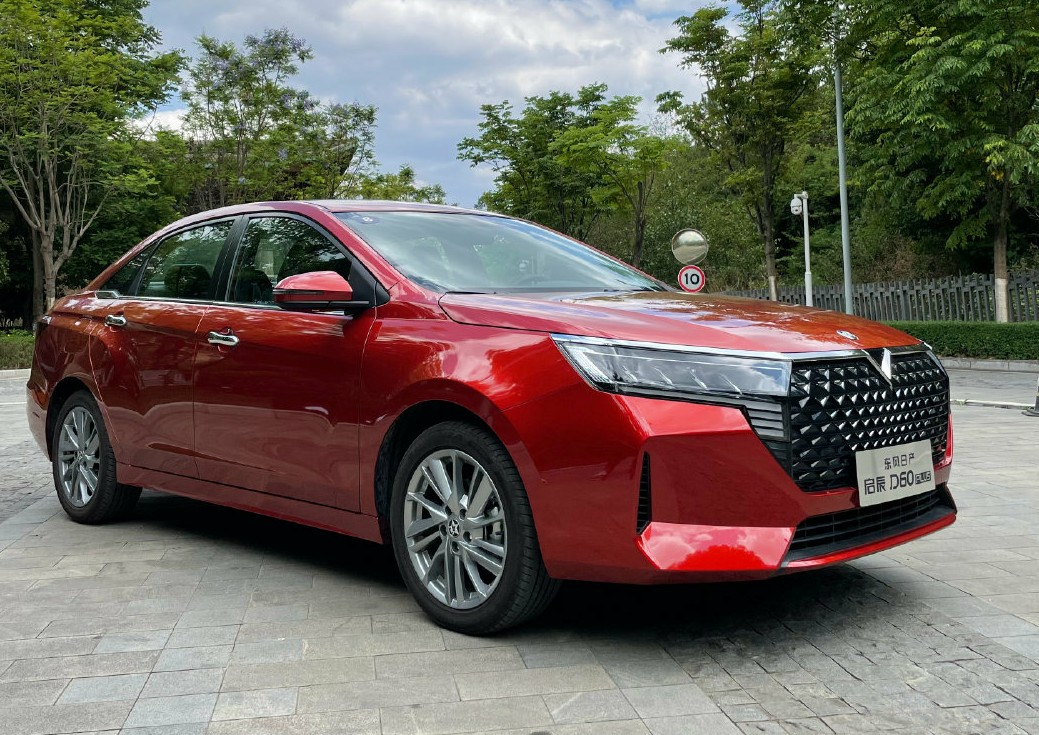
Venucia D60 Plus
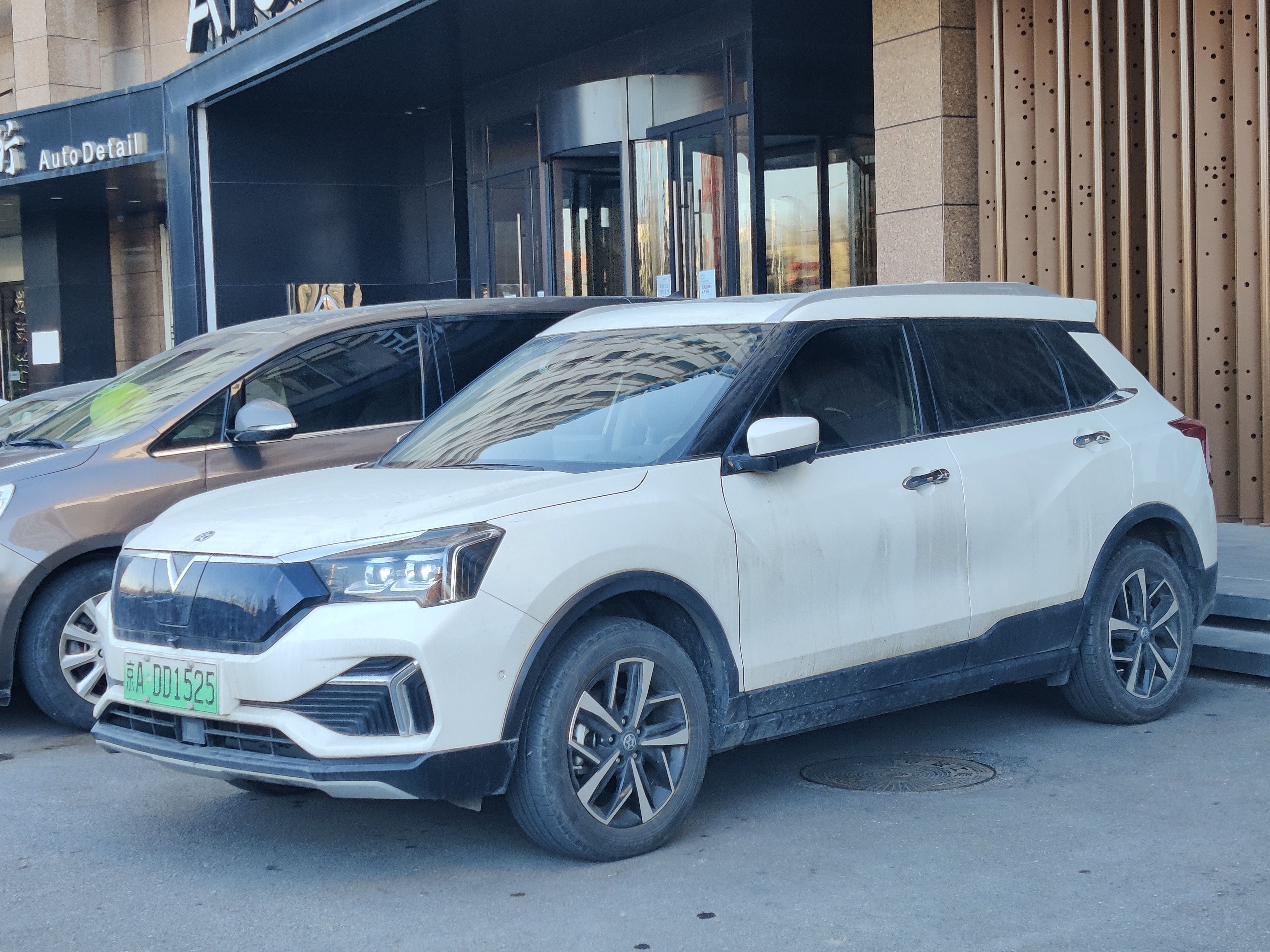
Venucia T60 EV
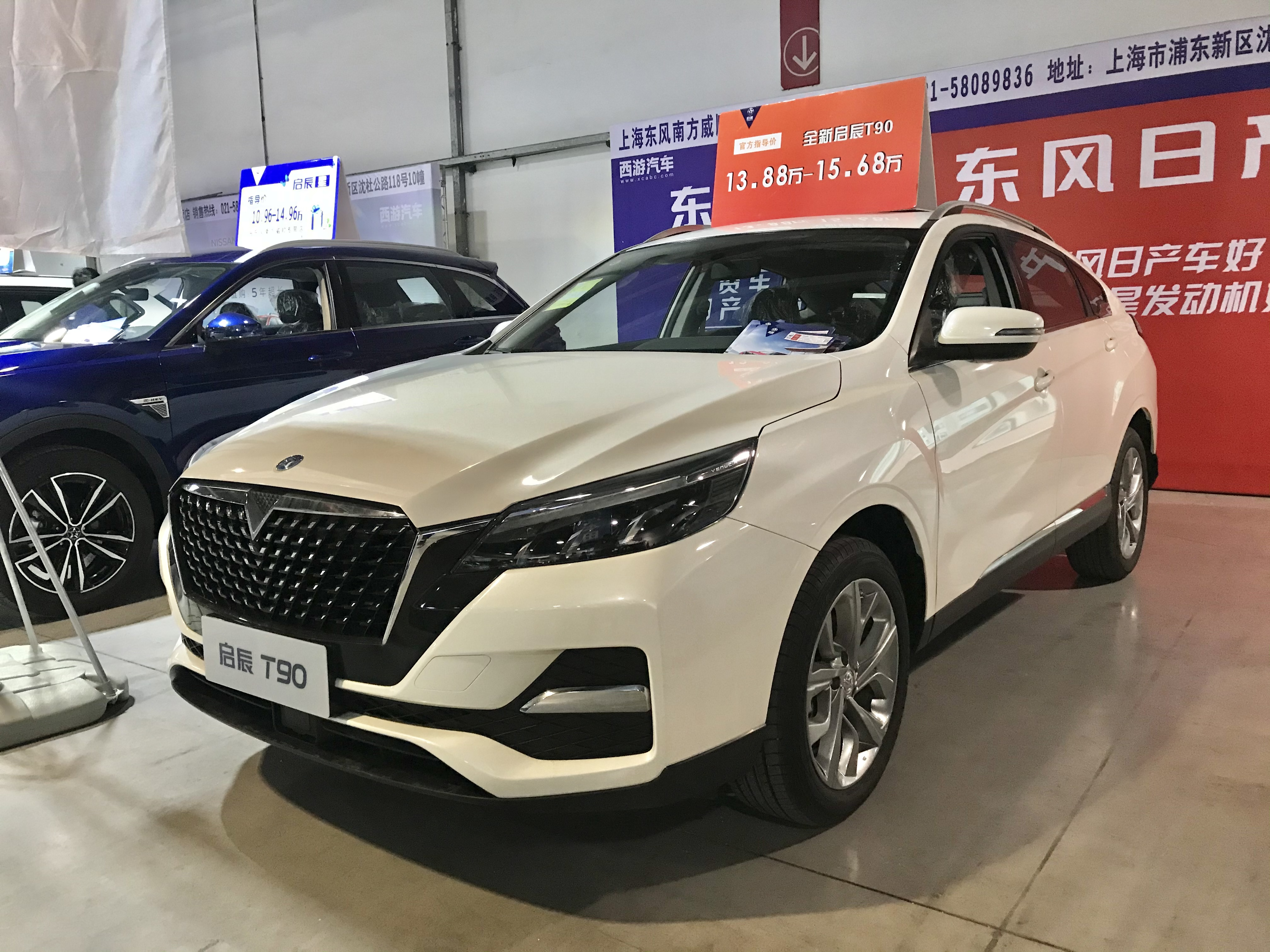
Venucia T90
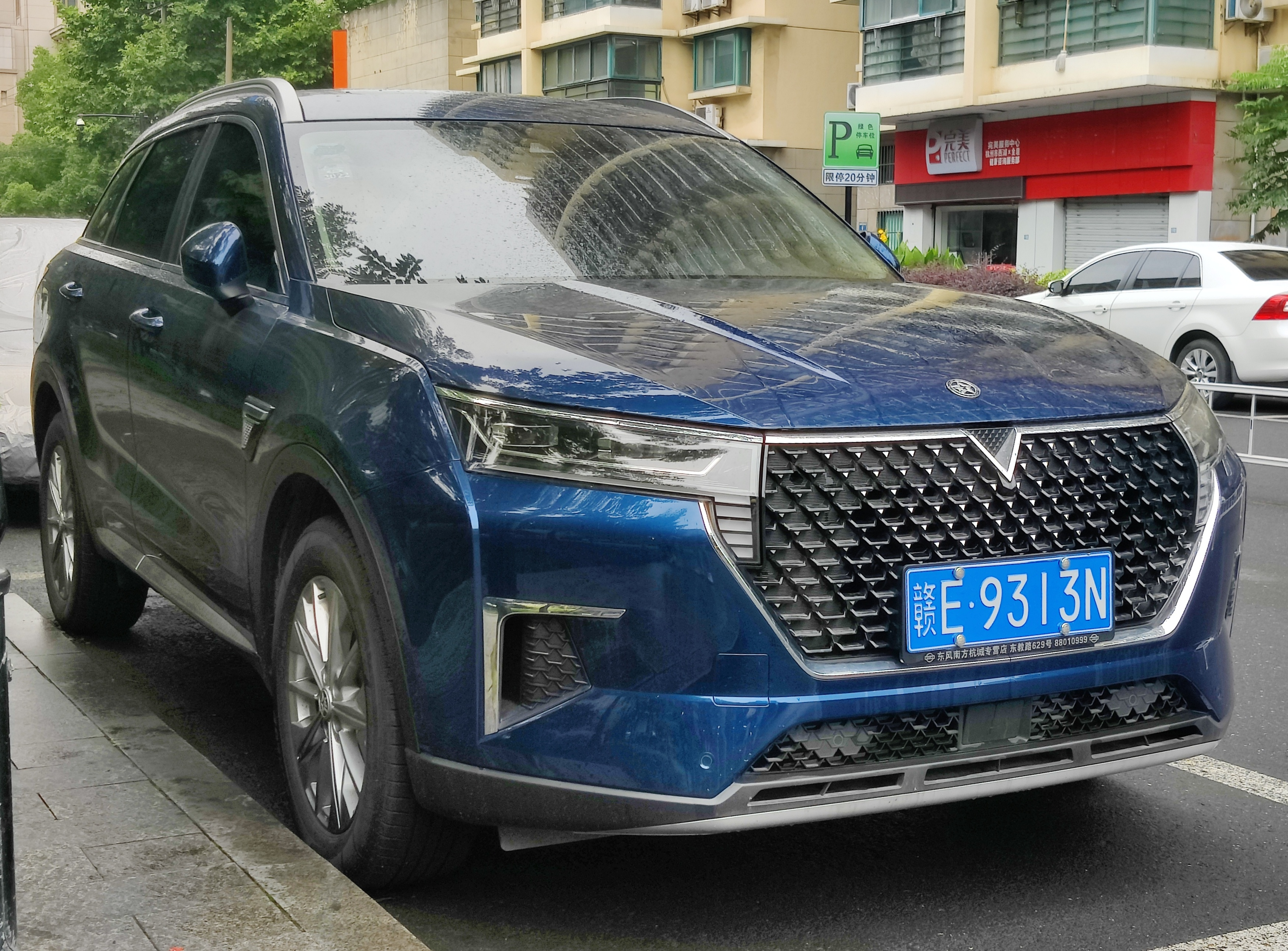
Venucia Xing (Star)
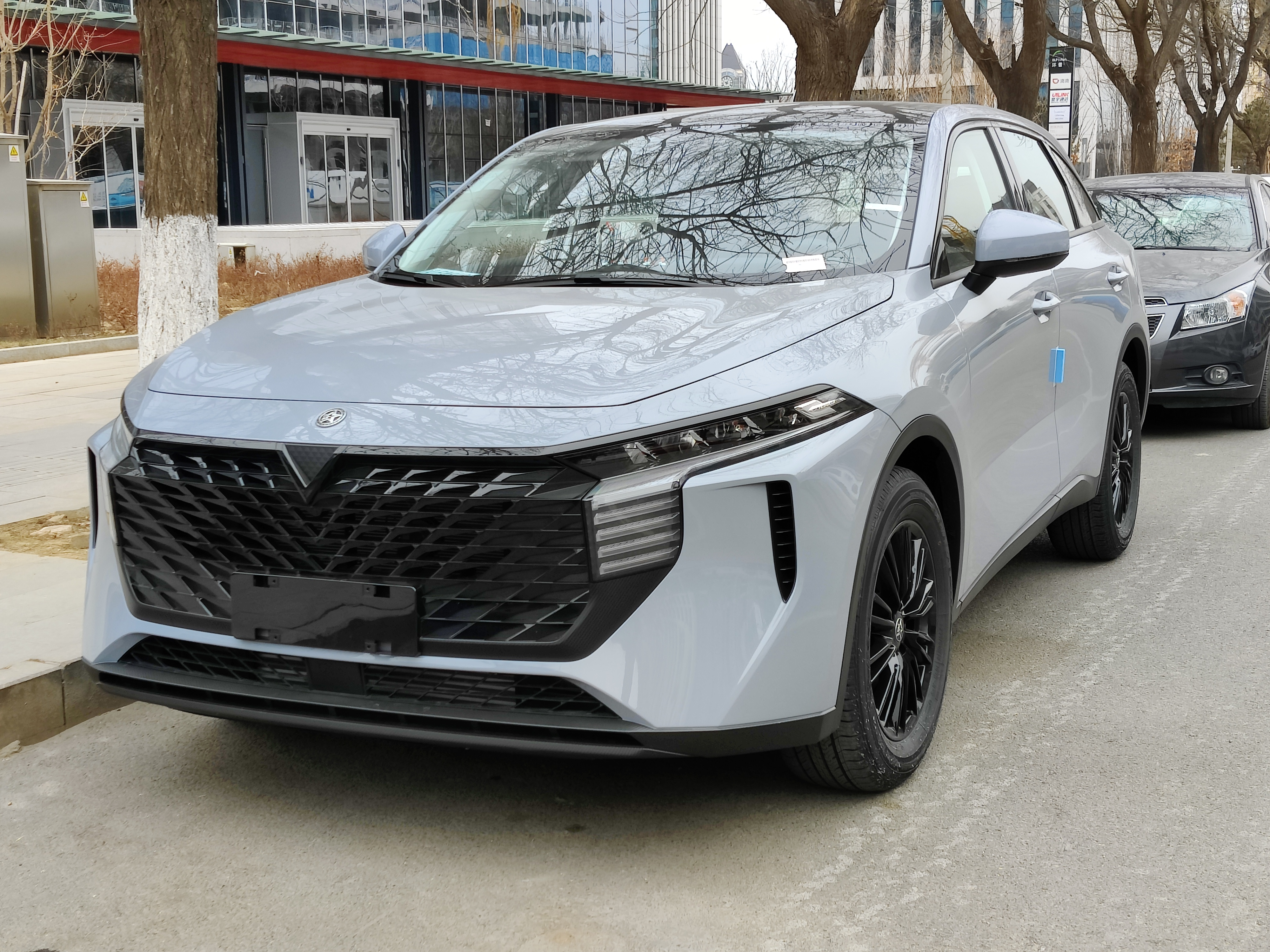
Venucia V-Online
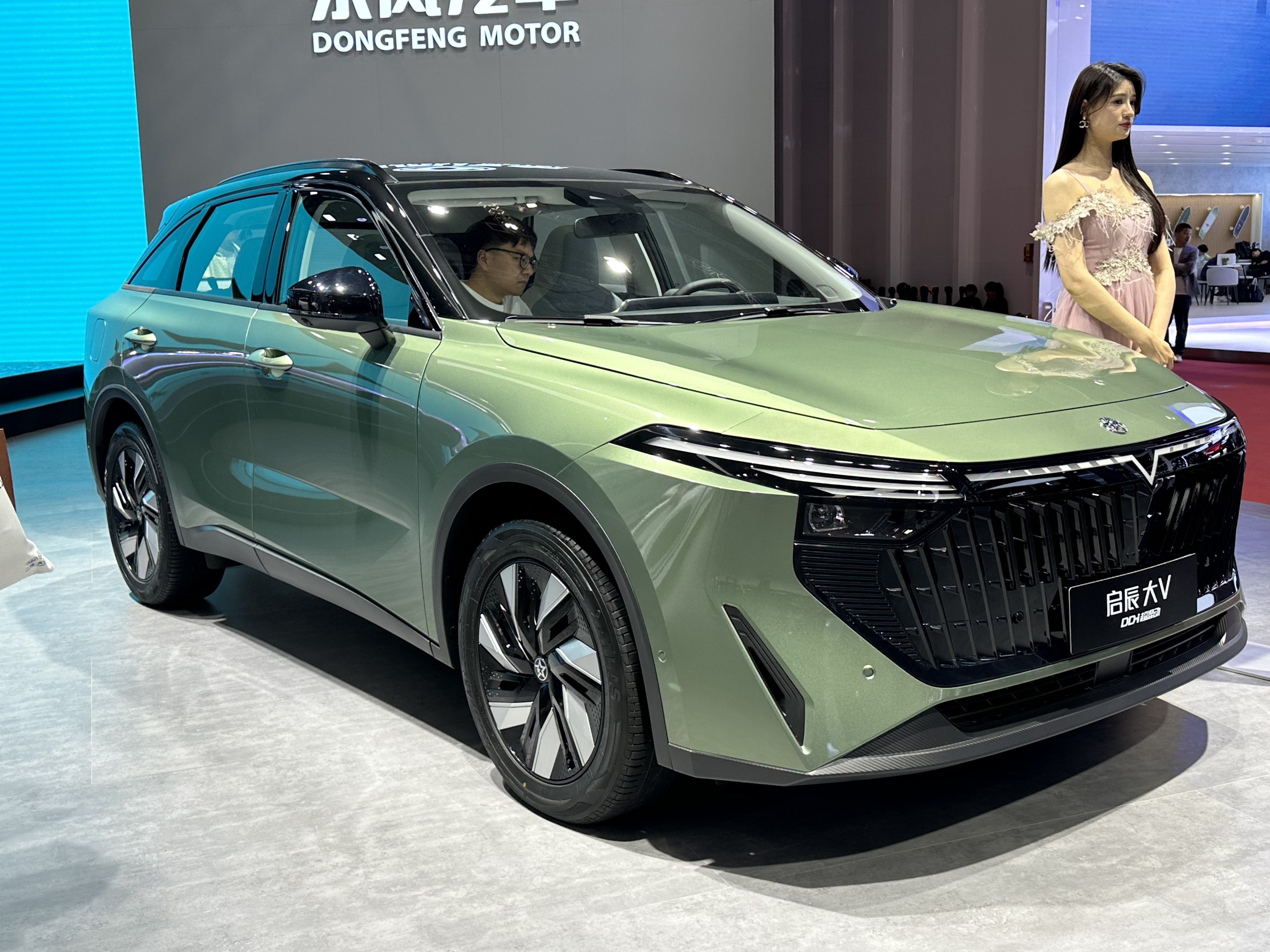
Venucia V-Online DD-i
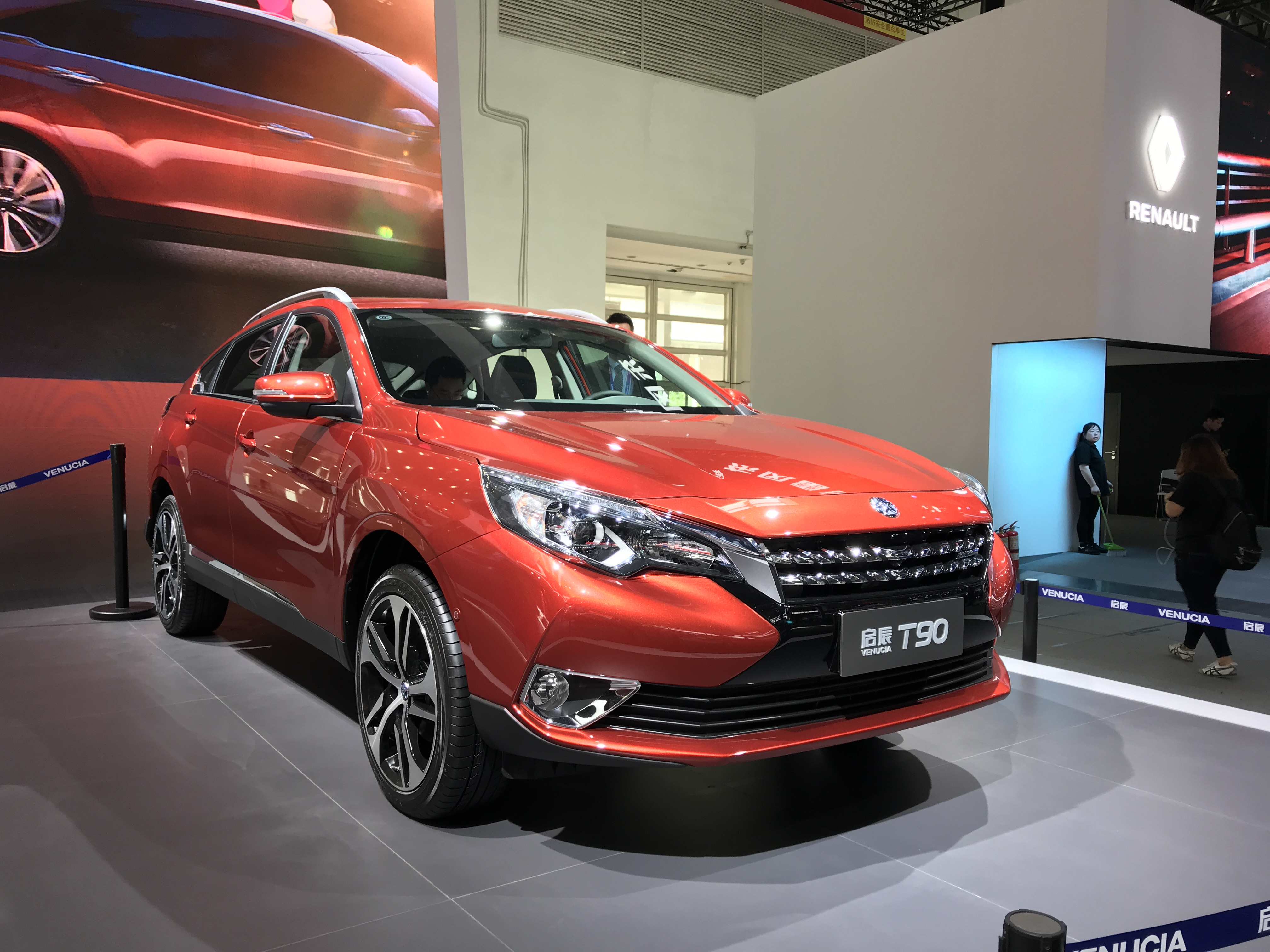
Venucia T90
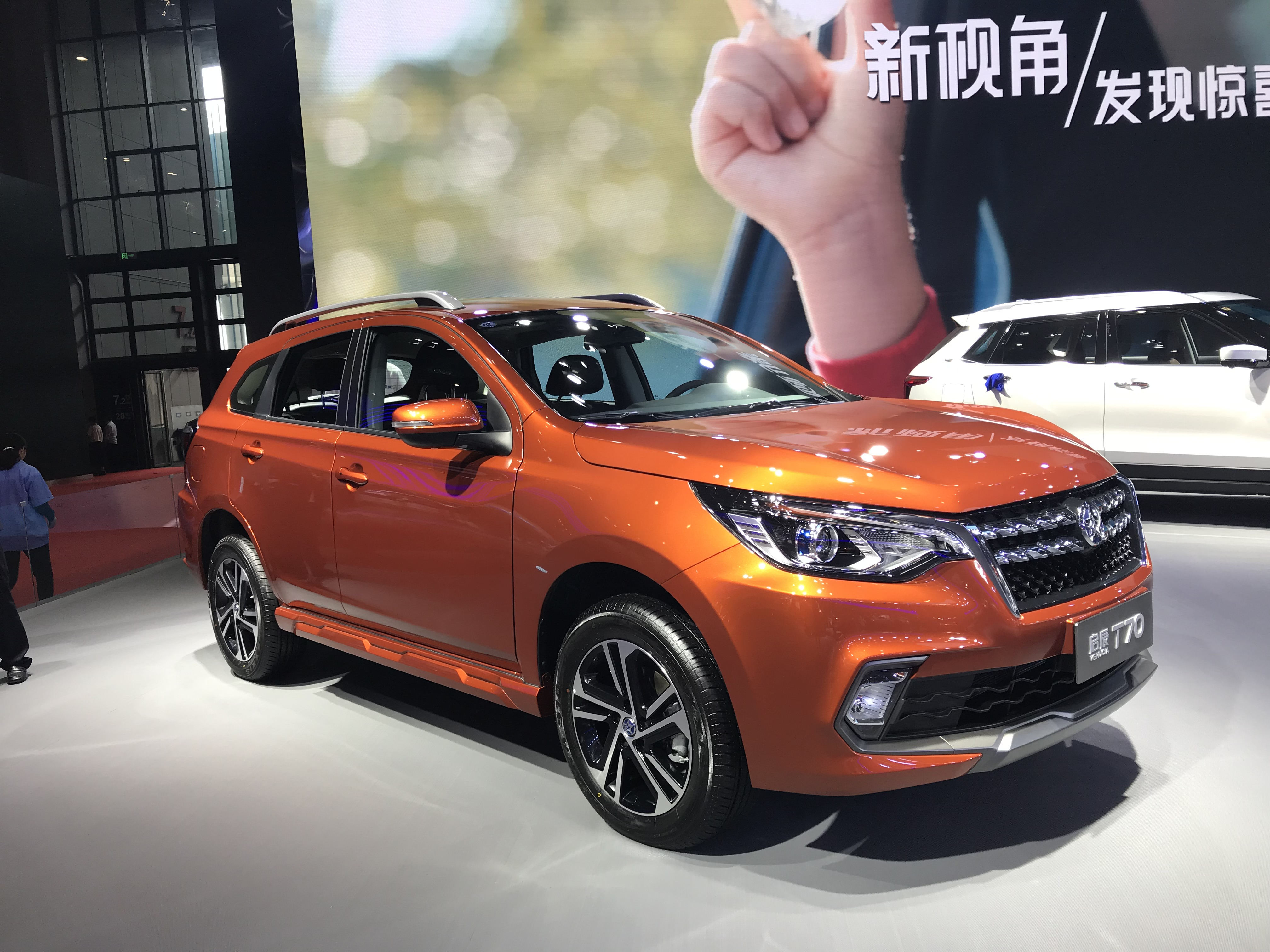
Venucia T70
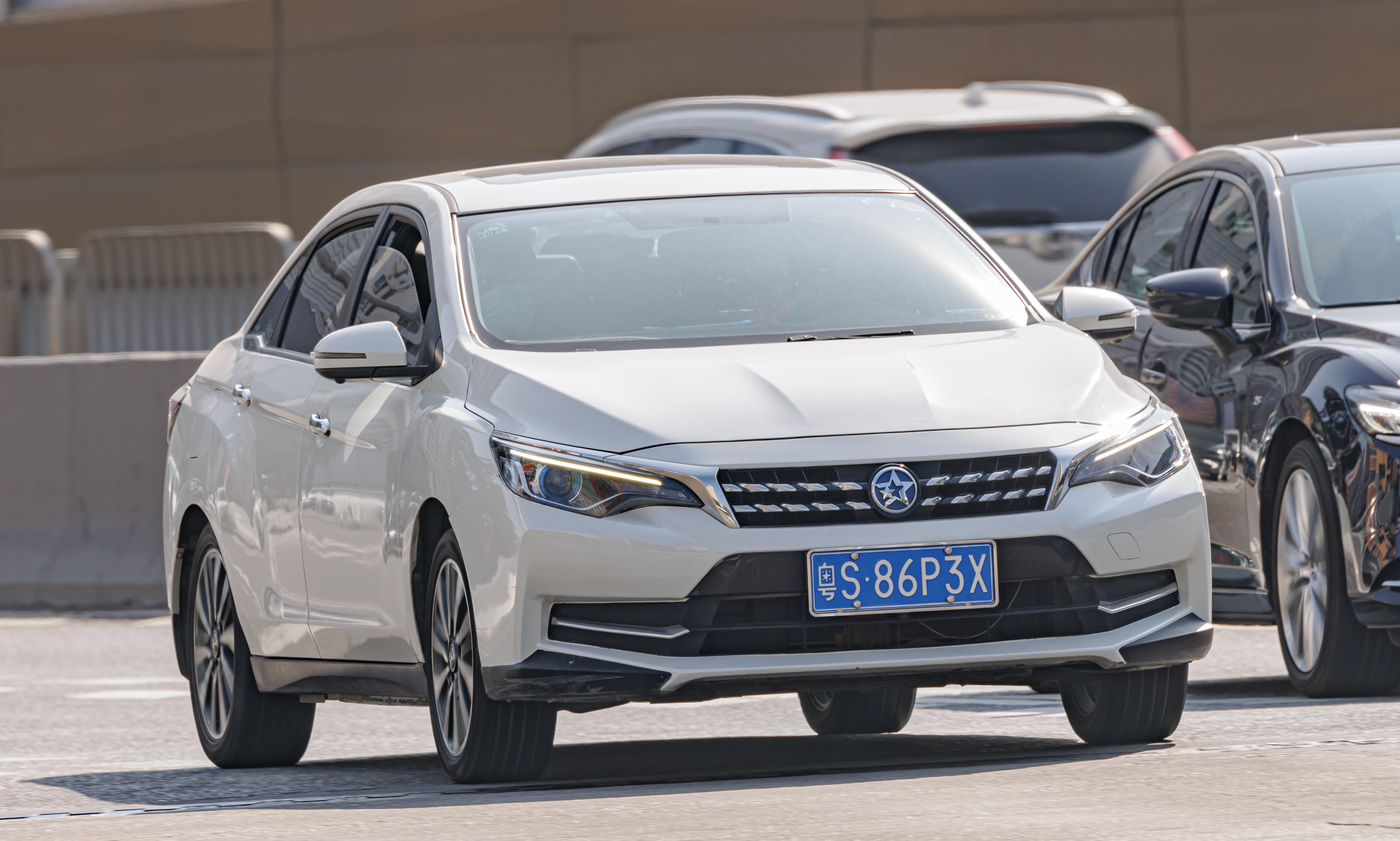
Venucia D60
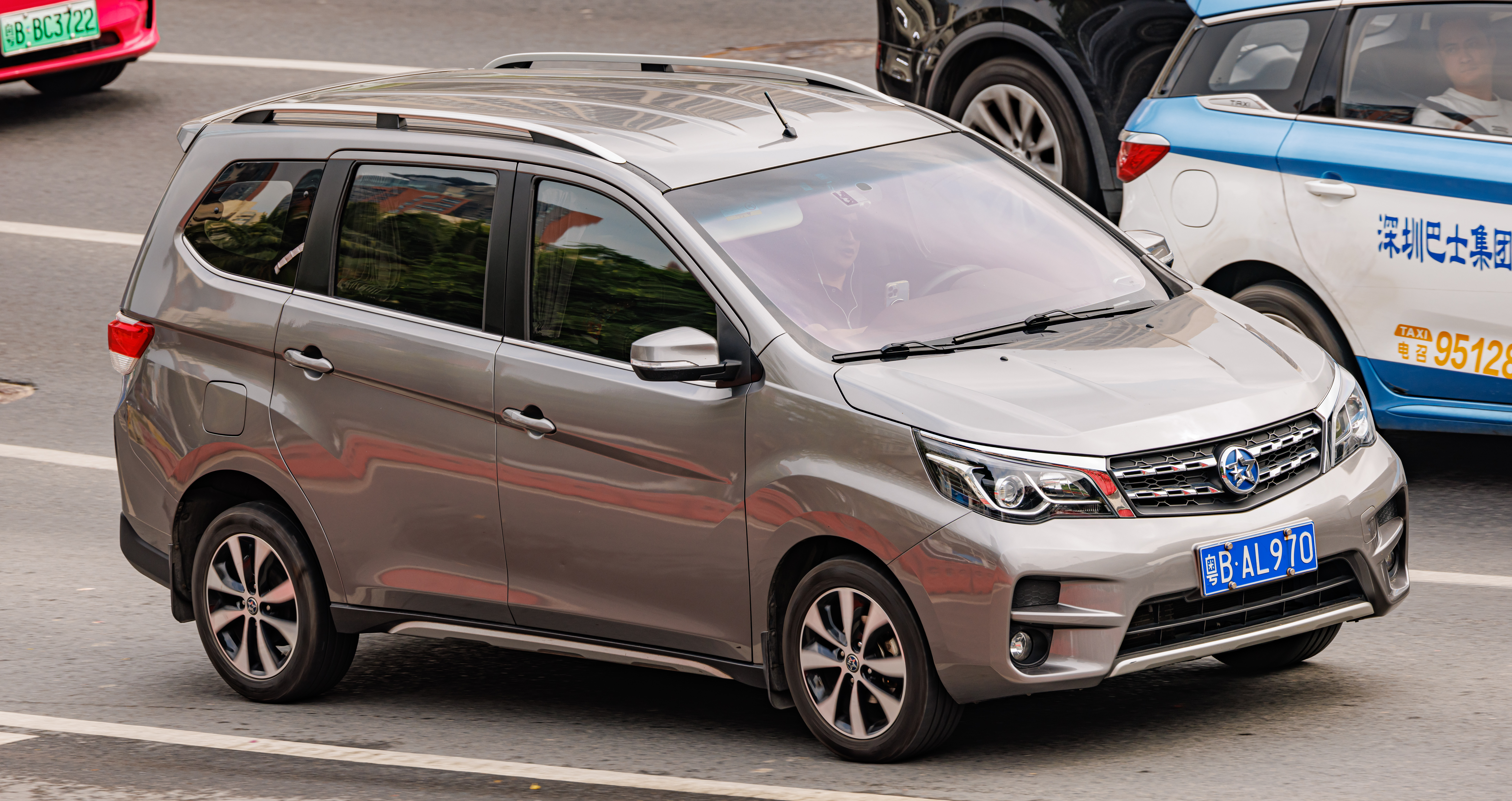
Venucia M50V
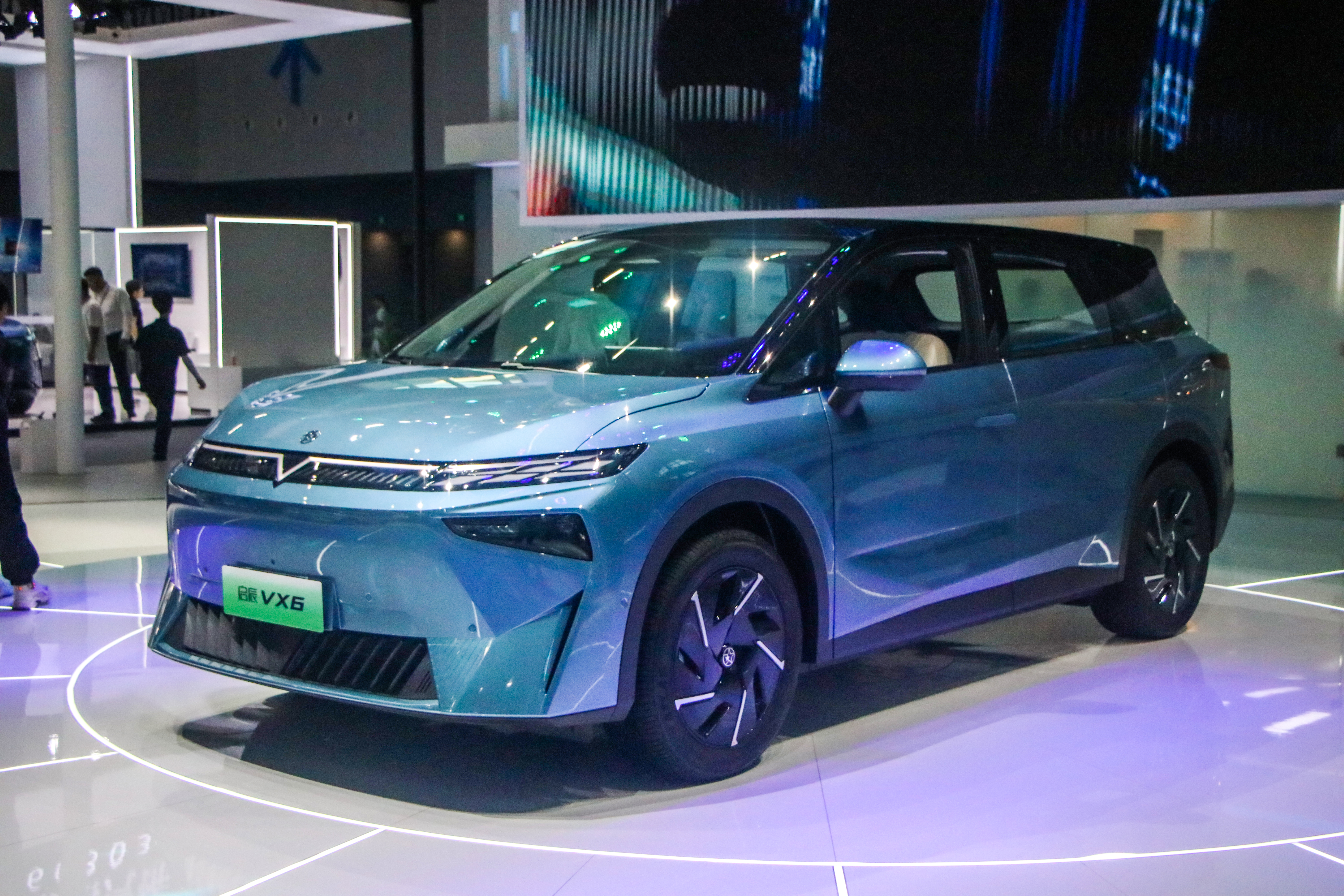
Venucia VX6

### Модели, снятые с производства
- R30 — пятидверный супермини (2014—2017)
- R50 — пятидверный субкомпактный хетчбэк (2012—2017) на базе Nissan Tiida
- R50X — полноприводный хетчбэк (2013—2017) на базе Nissan Tiida
- D50 — четырёхдверный субкомпактный седан (2012—2017) на базе Nissan Tiida
- T70X — компактный пятидверный кроссовер с полным приводом (2015—2017)

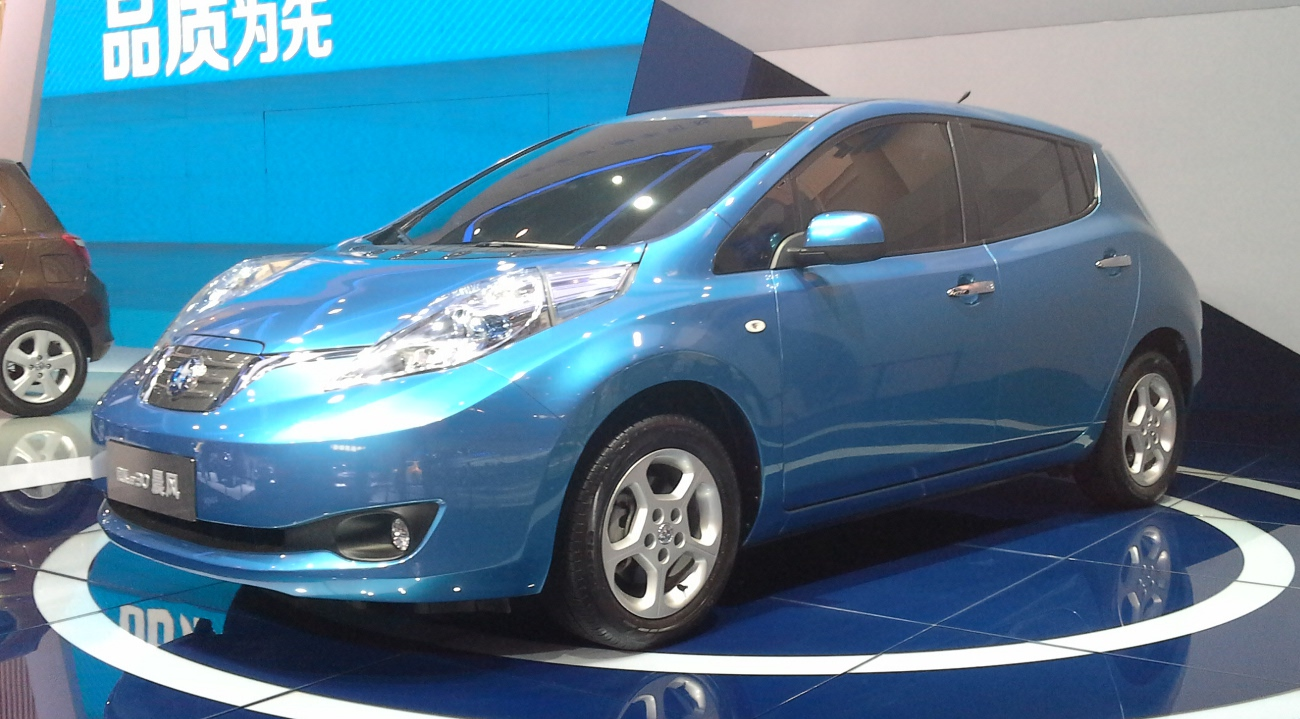
Venucia e30 EV
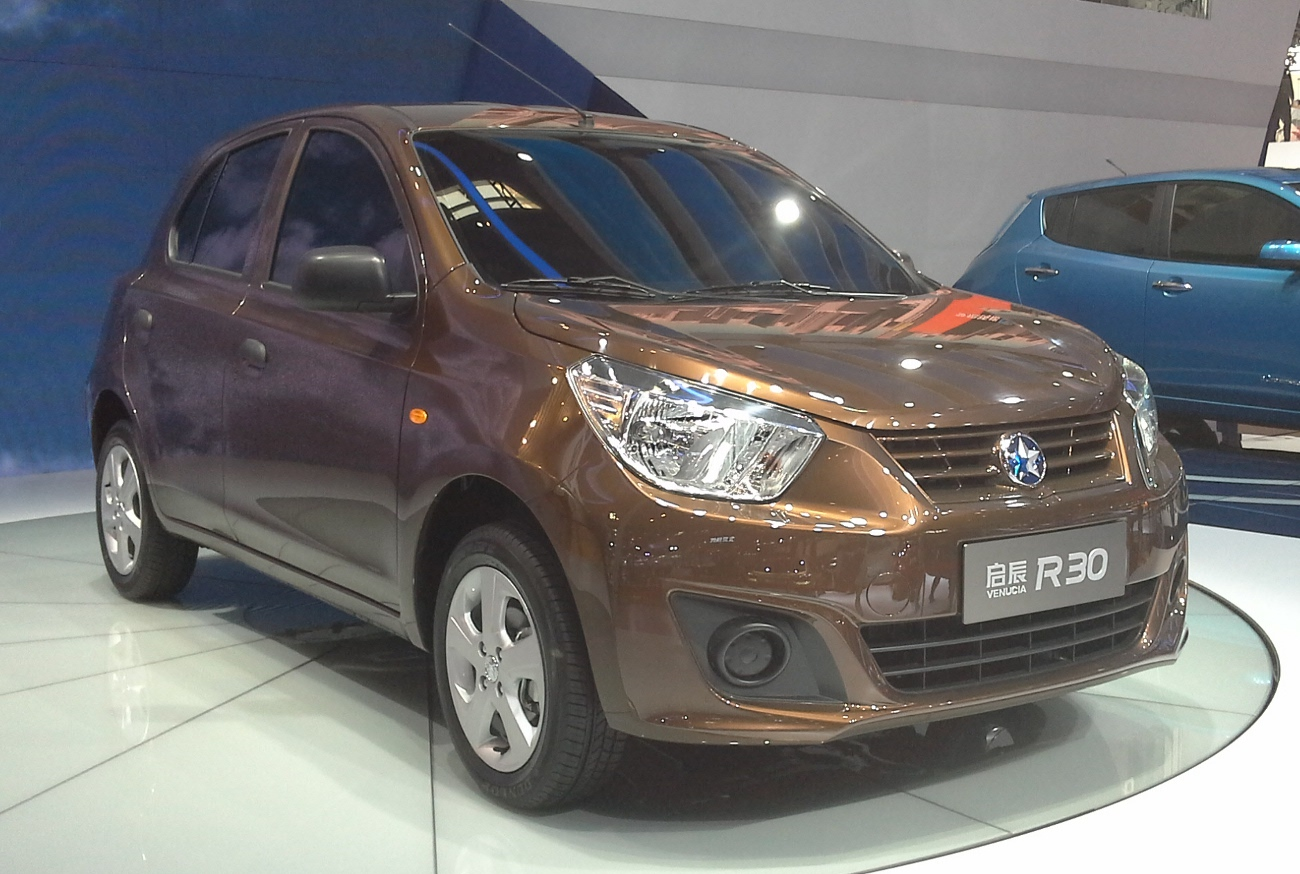
Venucia R30
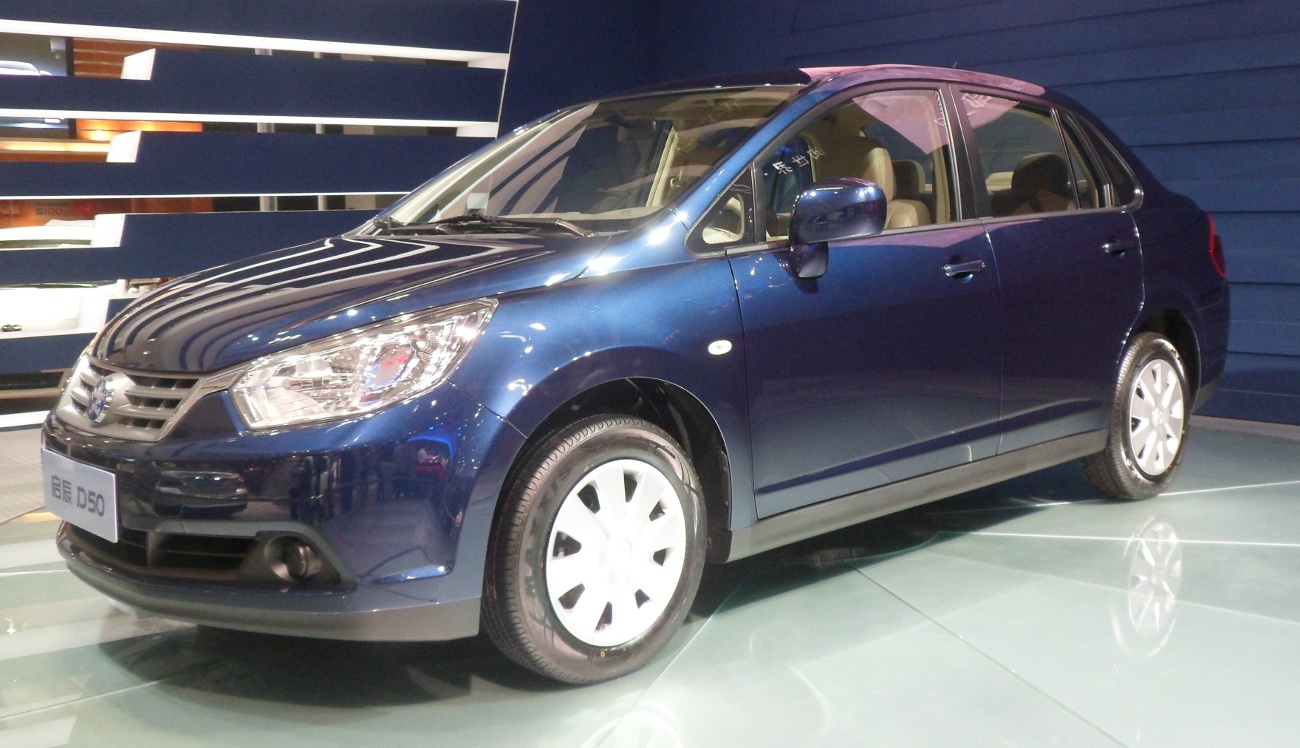
Venucia D50
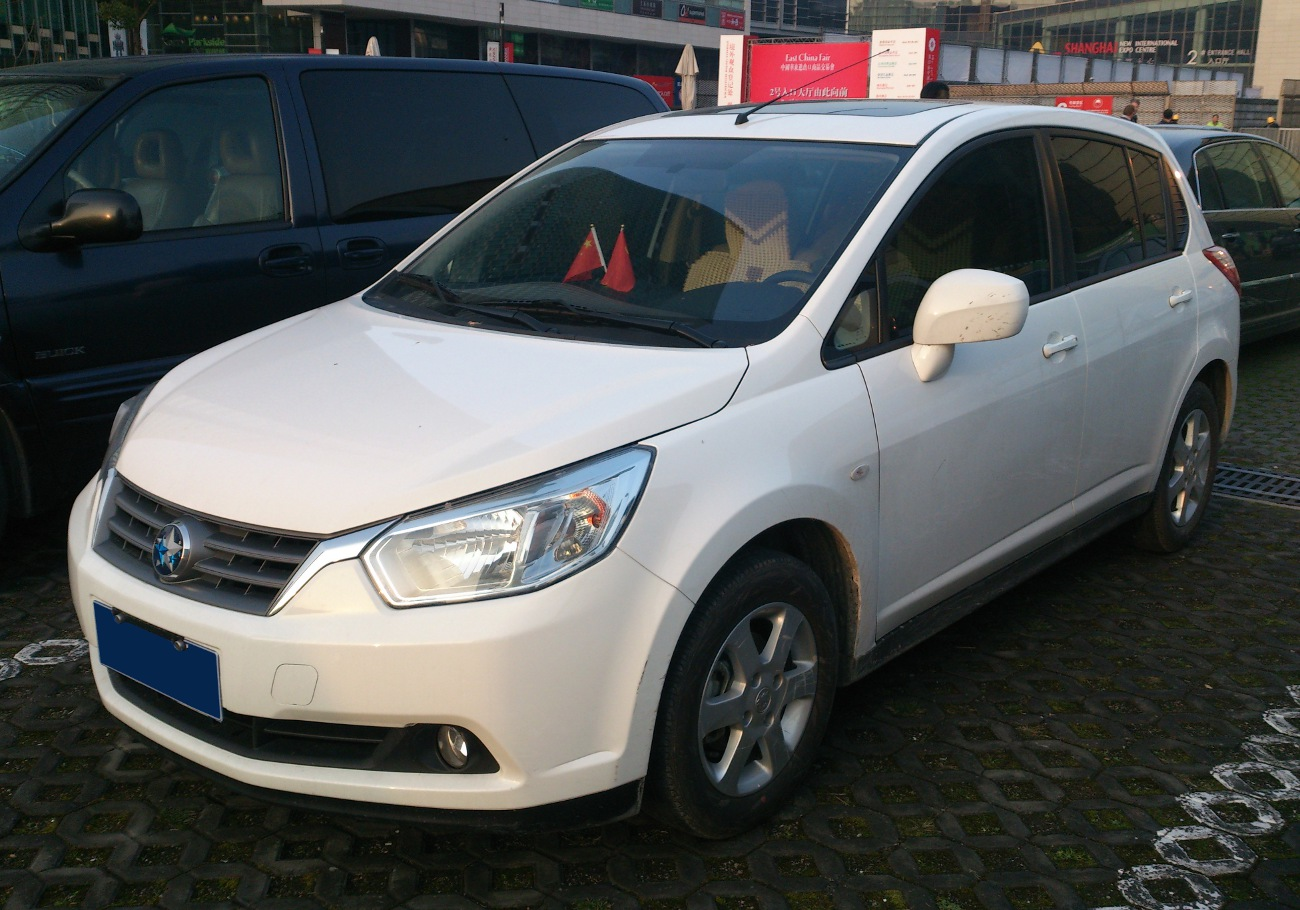
Venucia R50
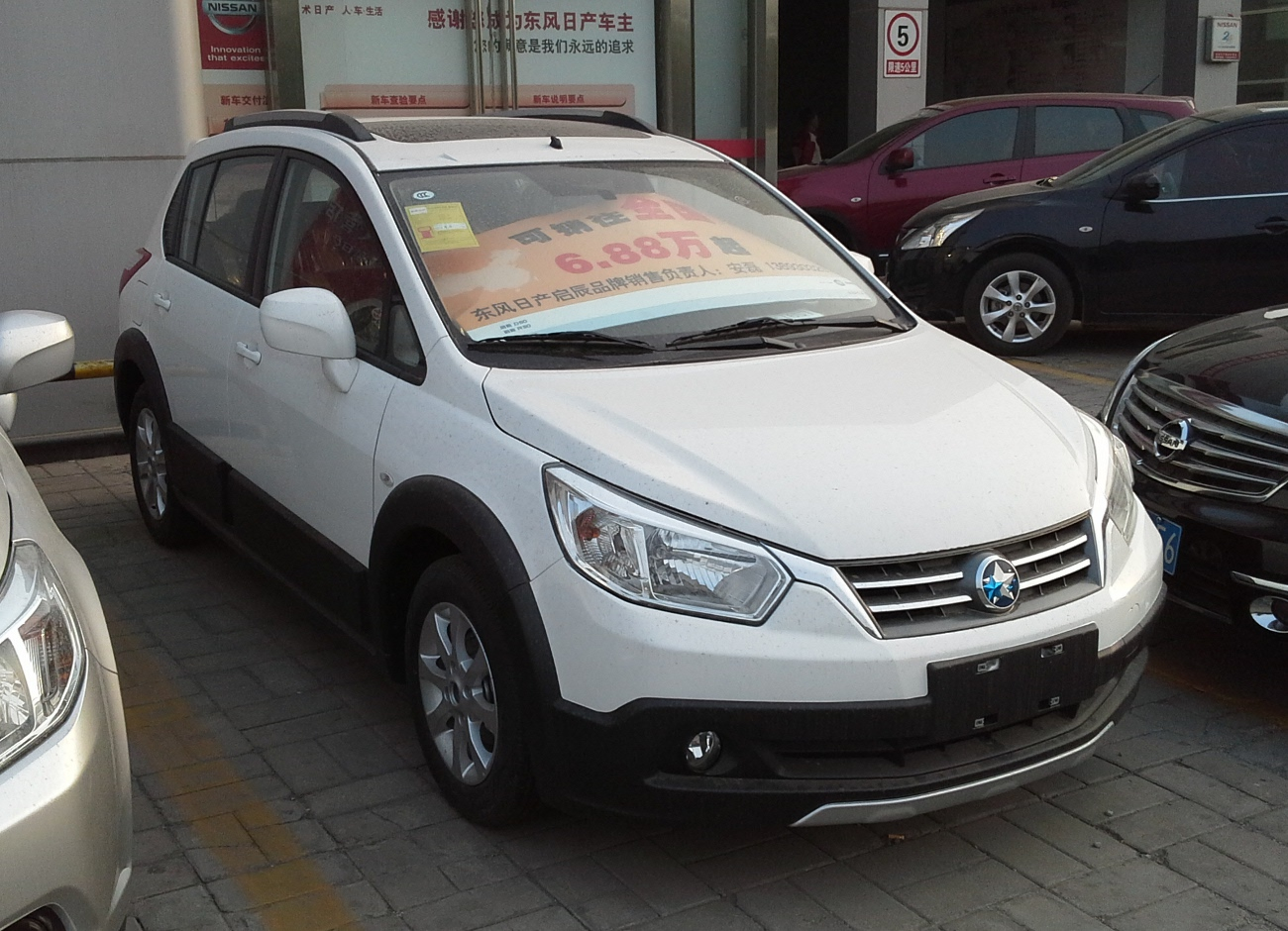
Venucia R50X
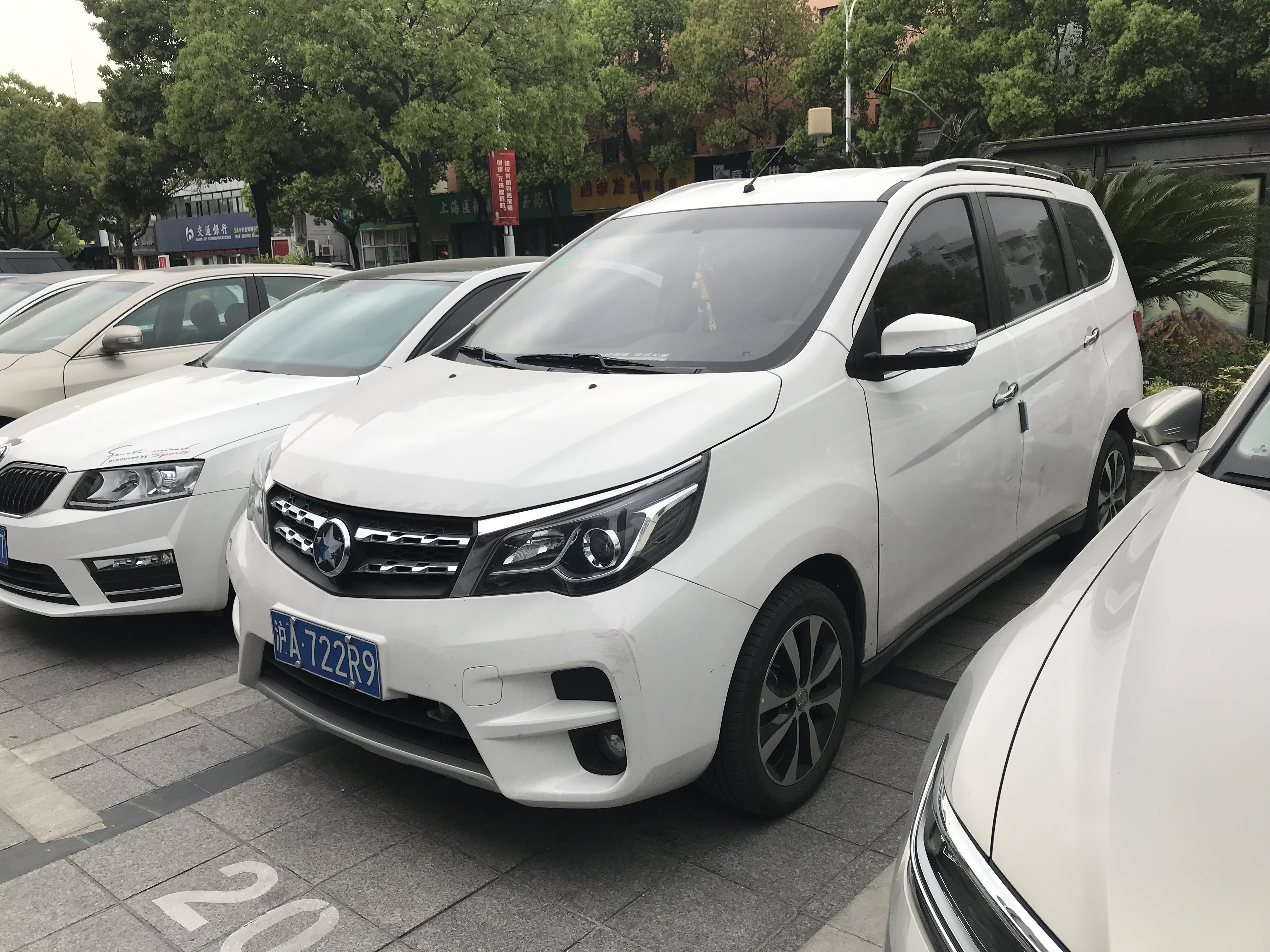
Venucia M50V
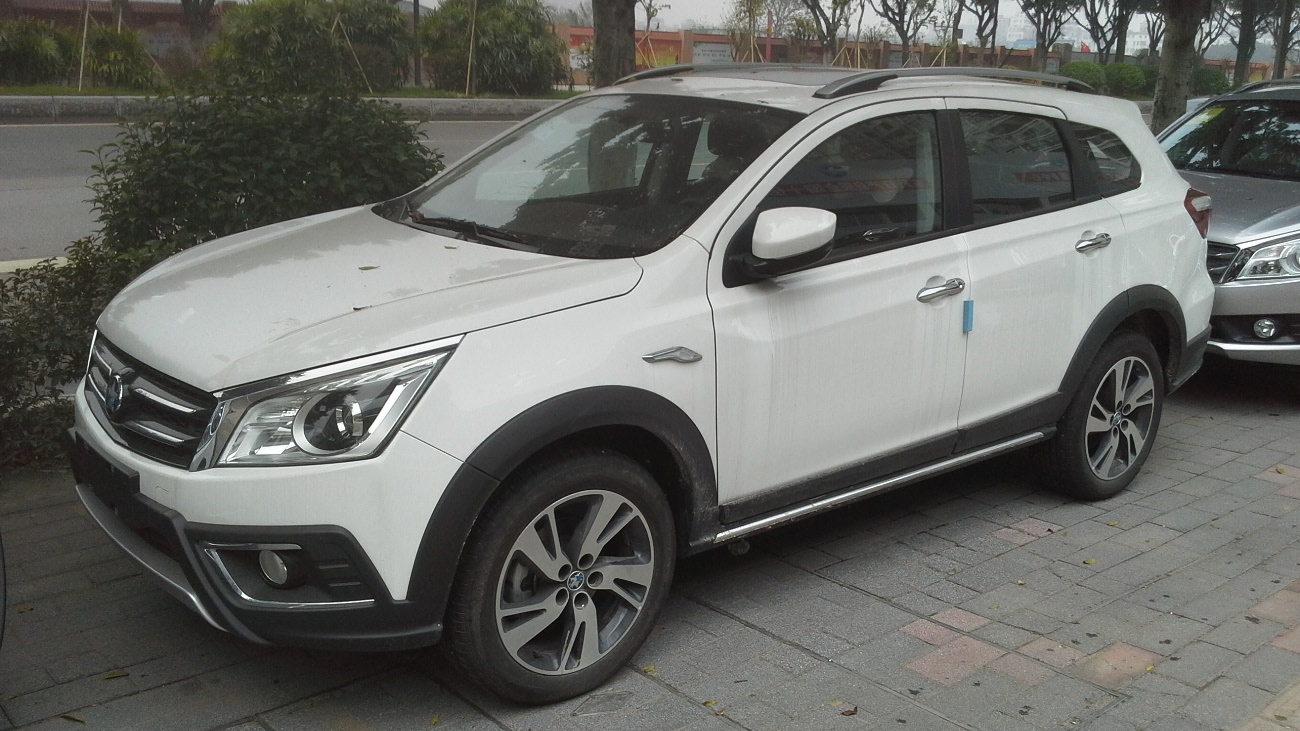
Venucia T70X

### Концептуальные автомобили
- Venucia Viwa (электромобиль, 2013)
- Venucia Vow (купе, 2015)[22]
- Venucia X (кроссовер, 2018)
- Venucia V (кроссовер, 2019)

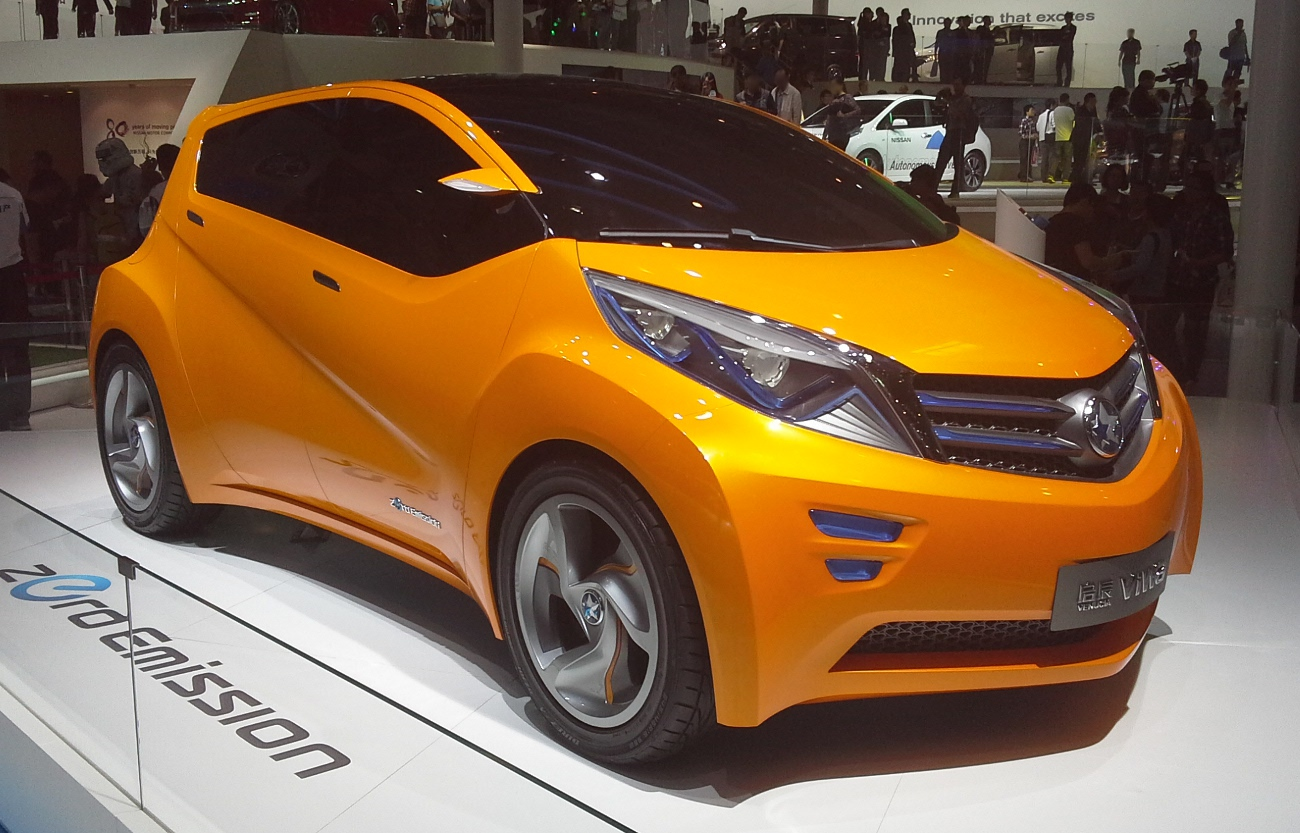
Venucia Viwa
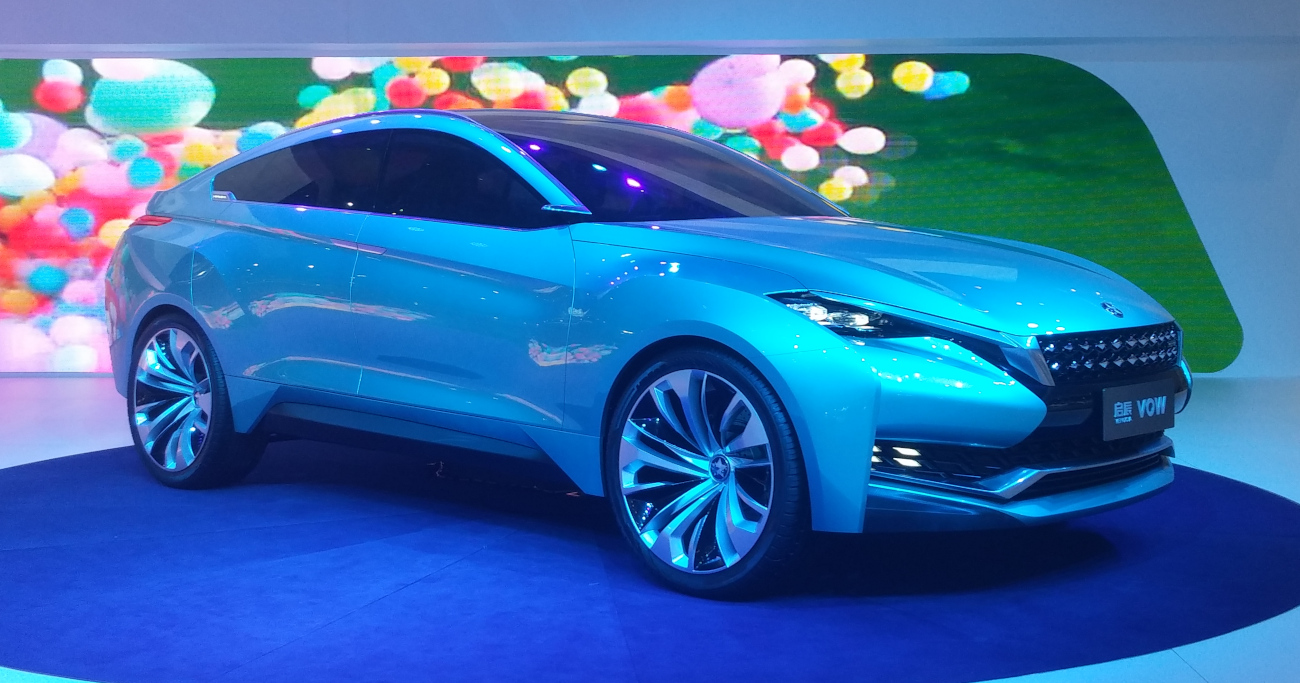
Venucia Vow
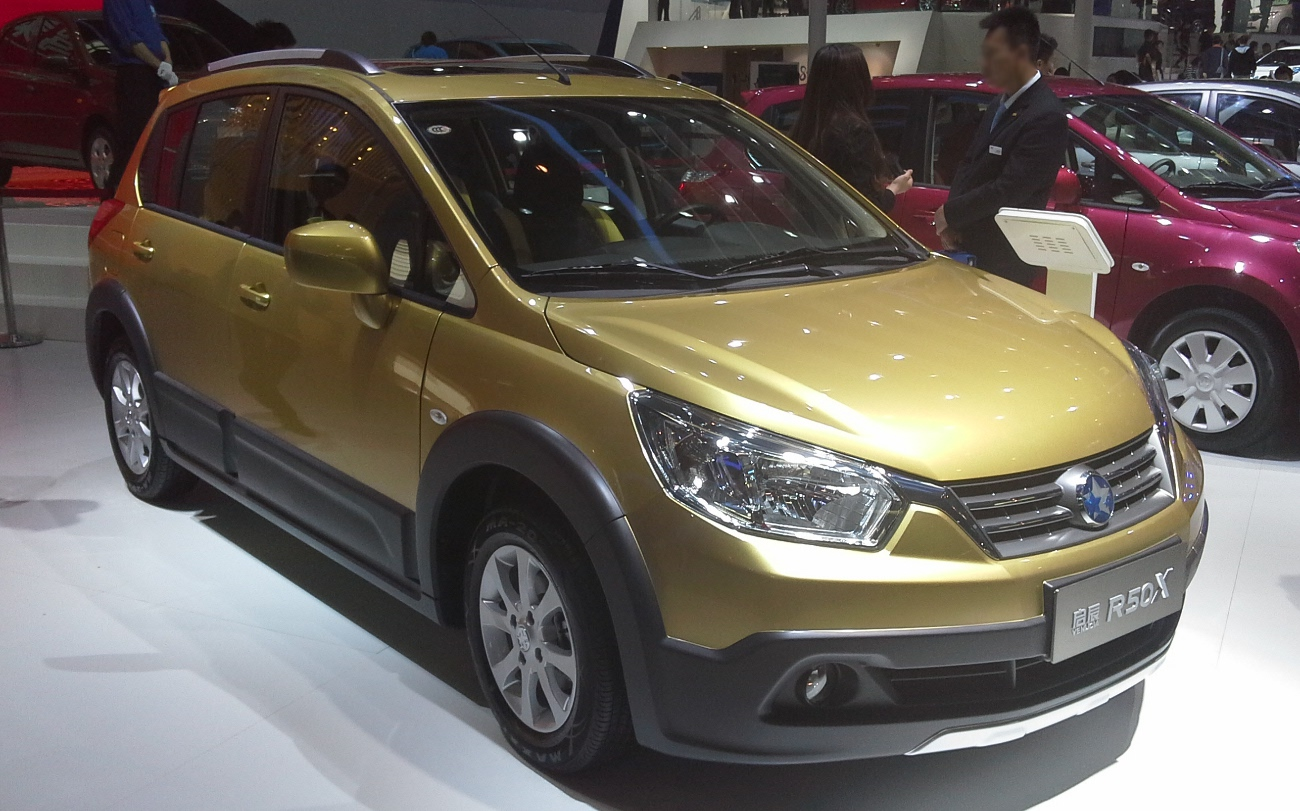
Venucia R50X